# Фарсари, Адольфо
Адольфо Фарсари (итал. Adolfo Farsari; 11 февраля 1841, Виченца, Австрийская империя — 7 февраля 1898) — итальянский и американский фотограф, работавший в основном в Японии.
Родился в Виченце, которая в то время являлась частью Австрии. В 1859 году эмигрировал в США, где пошёл служить в кавалерию. В США женился, но вскоре развёлся. В 1873 году вместе с двумя своими детьми переехал в Японию, где стал соучредителем компании «Саргент, Фарсари и Ко», которая занималась изготовлением плакатов, карт, оформлением книг и журналов и прочими работами. В настоящее время работы Фарсари хранятся в частных коллекциях и различных музеях. В 2004 году в Бостонском музее изобразительных искусств прошла выставка его работ.

## Некоторые работы

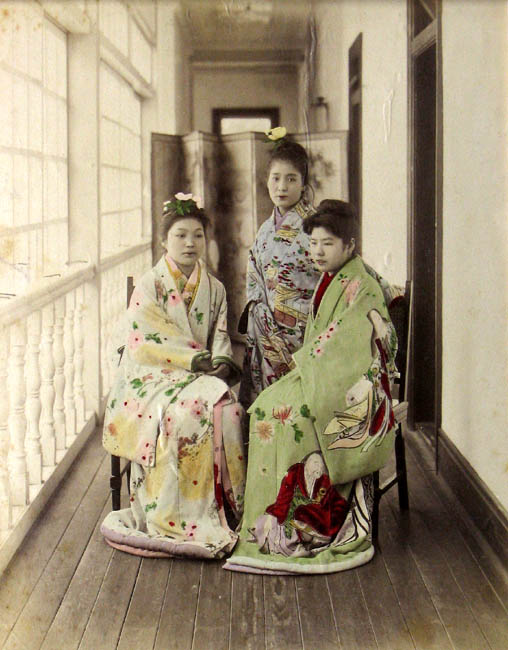
Three prostitues posing on an engawa in Yokohama, ок. 1885. Фотография, раскрашенная вручную.
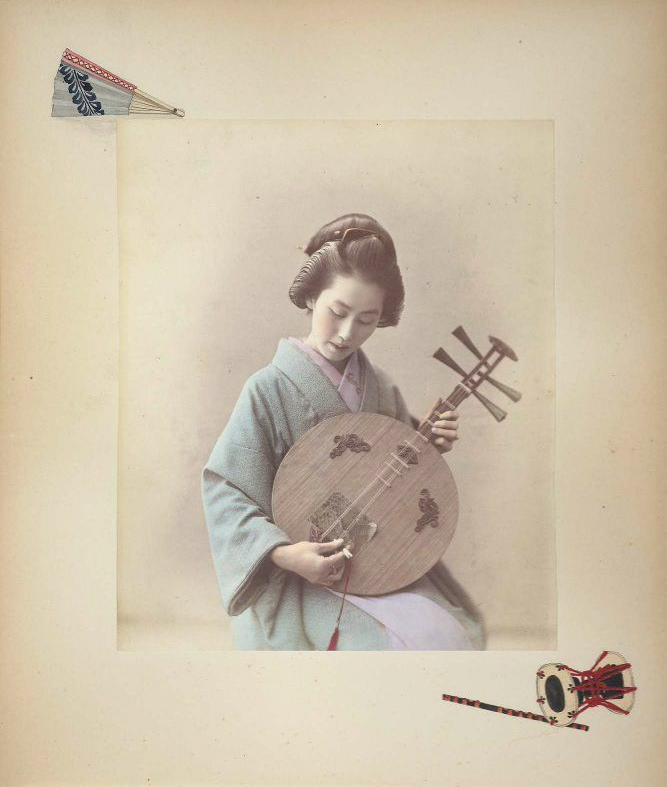
Женщина, играющая на геккине, ок. 1886. Фотография, раскрашенная вручную.
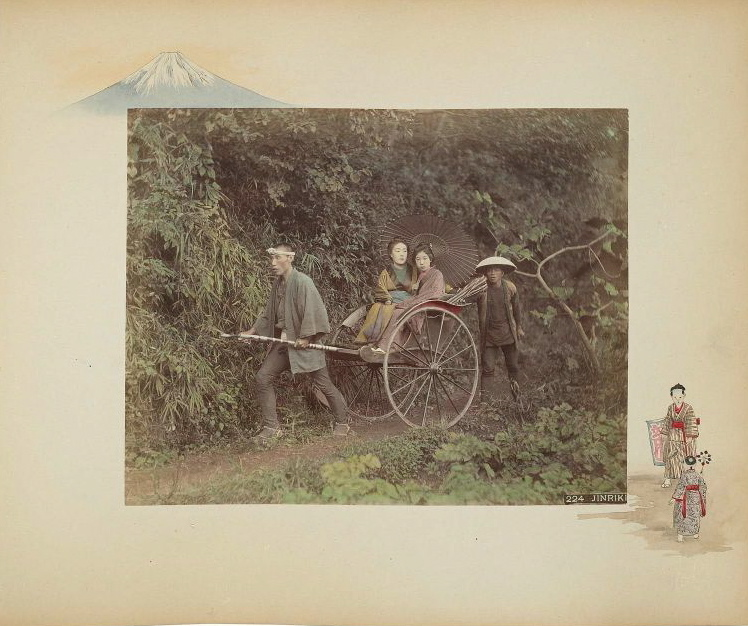
Jinriki, 1886. Фотография, раскрашенная вручную.
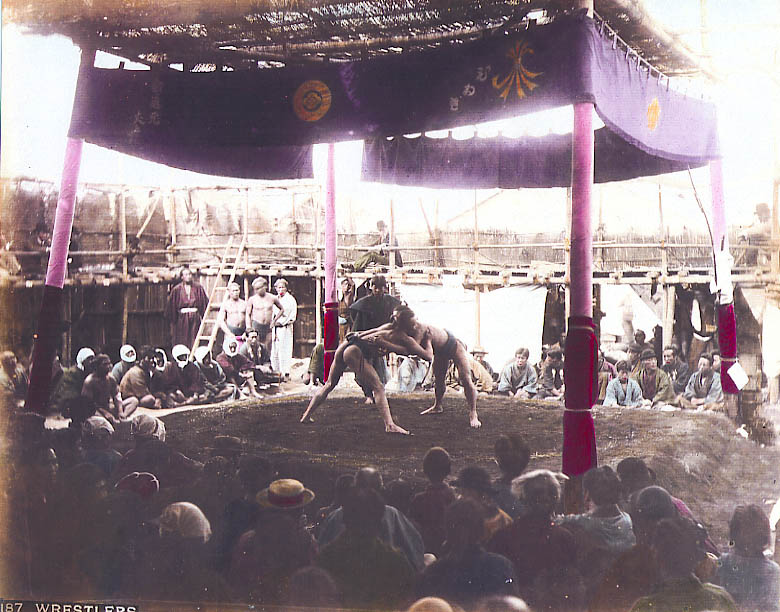
Борцы, ок. 1886. Фотография, раскрашенная вручную.
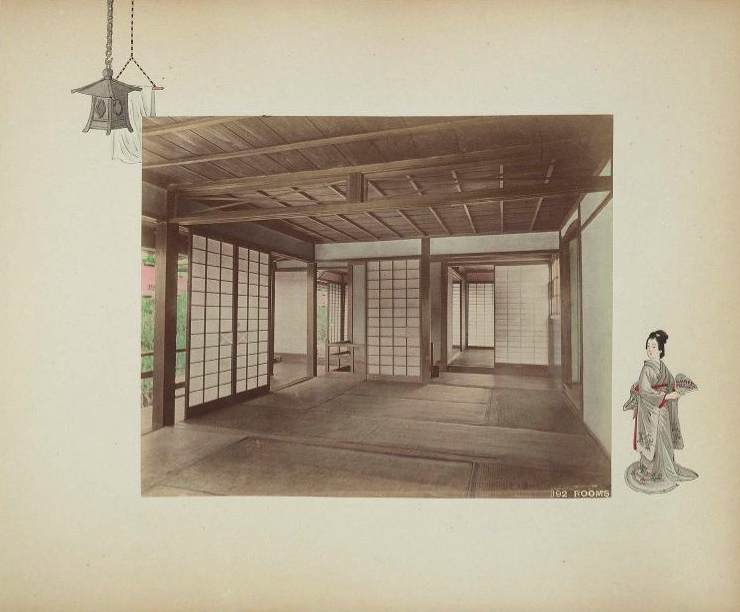
Rooms, 1886. Фотография, раскрашенная вручную.
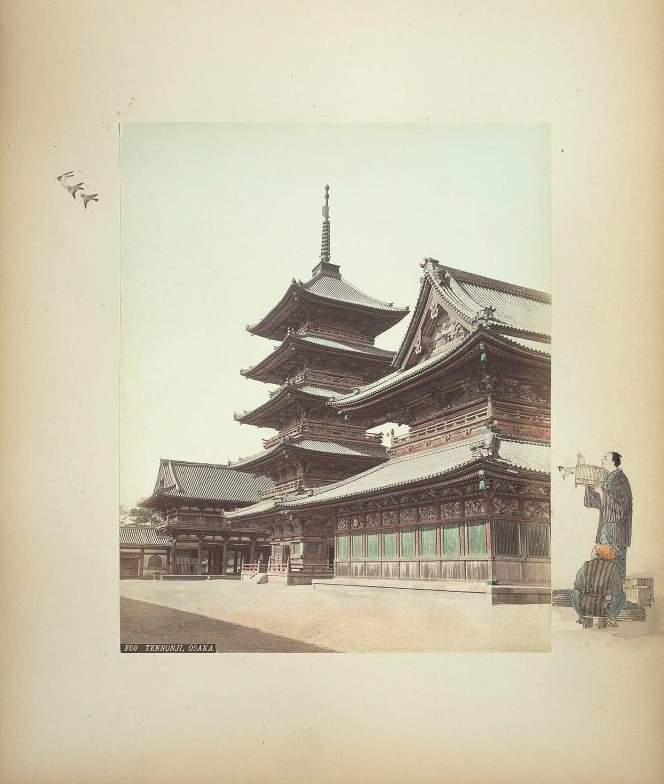
Tennonji, Osaka, между 1885 и 1890 годами. Фотография, раскрашенная вручную.
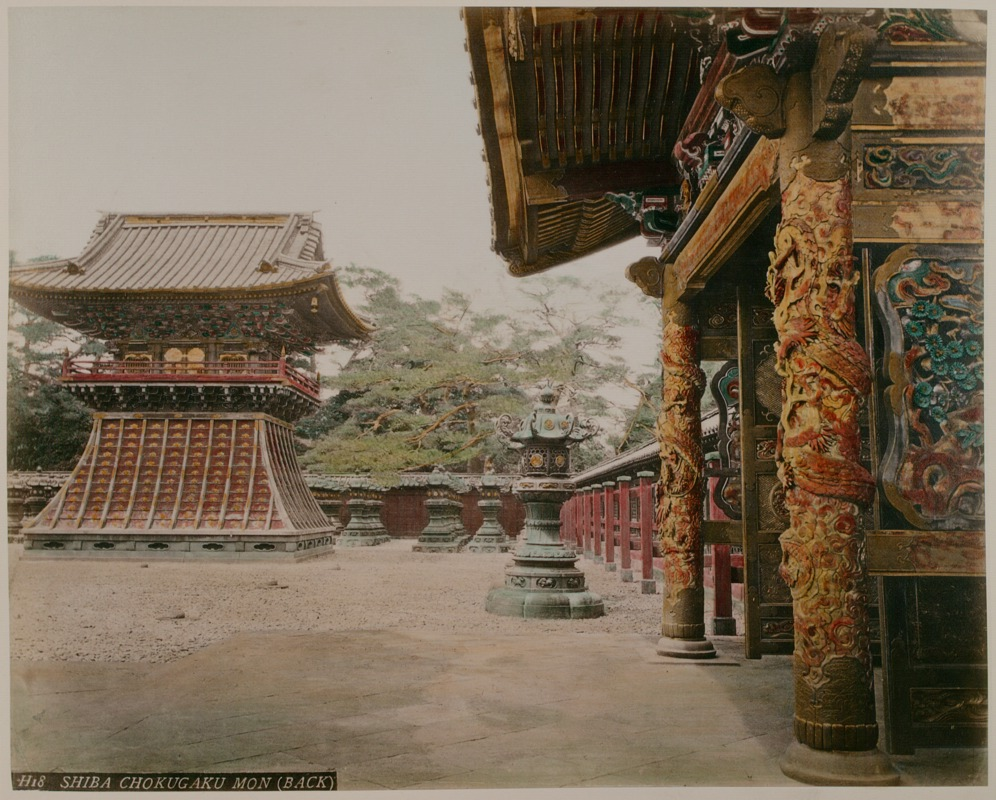
Shiba Chokugaku Mon (back), между 1885 и 1890 годами. Фотография, раскрашенная вручную.
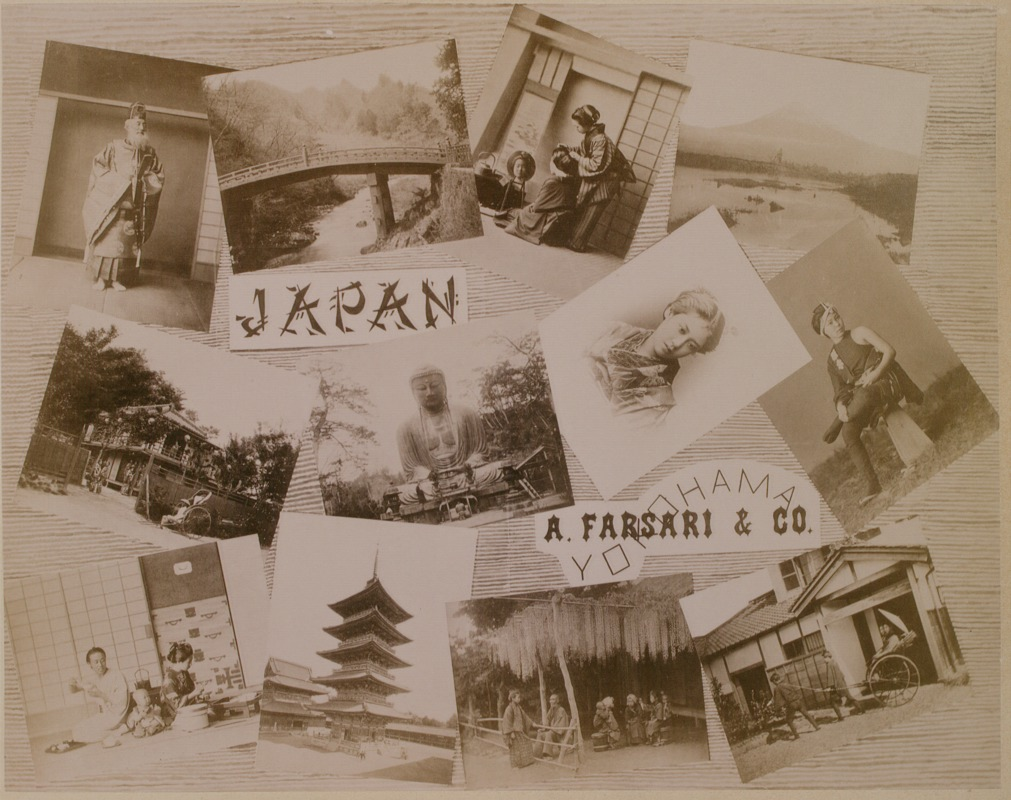
Япония, между 1885 и 1890 годами.
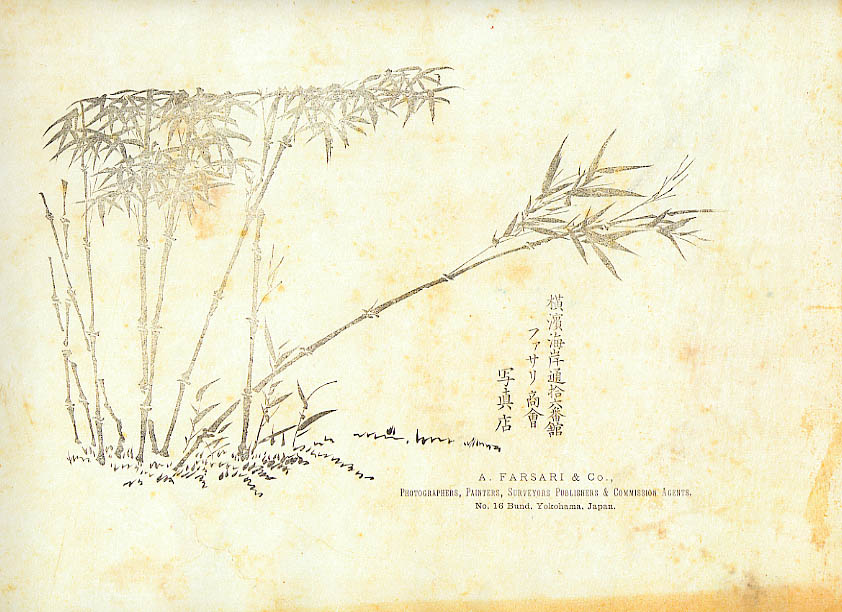
А. Фарсари и Ко., ок. 1890.